# Carlo Ponti Jr

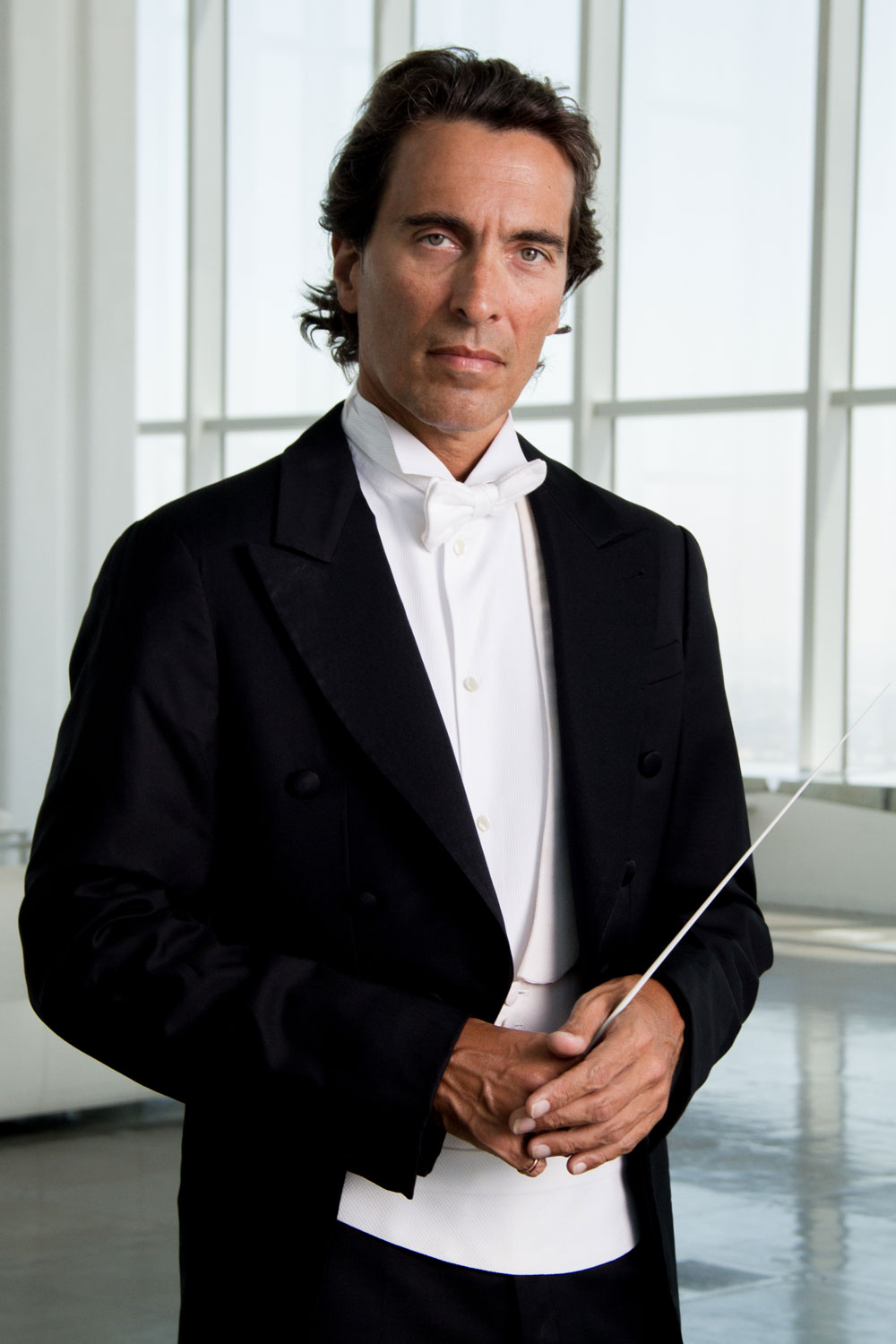
Carlo Ponti Jr, 2019.

Carlo Ponti Jr, född 29 december 1968 i Genève, Schweiz, är en italiensk dirigent och tidigare barnskådespelare. Han är son till Sophia Loren och Carlo Ponti.

## Filmografi
- 1970 -  I girasoli